# Tigranes (lendário)
Tigranes (em latim: Tigrānēs; em grego: Τιγράνης; romaniz.: Tigránēs; em armênio: Տիգրան; romaniz.: Tigran) foi um lendário príncipe armênio, contemporâneo do xainxá aquemênida Ciro, o Grande (r. 550–530 a.C.). Aparece tanto na Ciropédia do soldado e historiador grego Xenofonte (falecido em 354 a.C.) quanto na História da Armênia do historiador armênio do século V, Moisés de Corene (falecido em 490 d.C.). No primeiro, é baseado no hiparca persa Tigranes, enquanto no último foi ainda mais alterado, tornando-se um herói armênio, que era a personificação do rei armênio Tigranes, o Grande (r. 95–55 a.C.) e do herói iraniano Feredum.

## Nome
Tigranes (Tigrānēs; Τιγράνης, Tigránēs) é a forma latina e grega surgida do persa antigo *Tigrana (*Tigrāna) e do acadiano Tigranu (𒋾𒅅𒊏𒉡, Tīgranu). Hračʻya Ačaṙyan propôs que derivou por haplologia de *tigrarāna, supostamente significando "lutar com flechas" (cf. o persa antigo 𐎫𐎡𐎥𐎼𐎠𐎶, ⁠tigrām, “pontiagudo”, acusativo singular feminino), que Ačaṙyan entendeu que derivou do avéstico 𐬙𐬌𐬖𐬭𐬀 (tiγra, "flecha") e sânscrito तिग्म (tigmá, "pontiagudo") e do avéstico 𐬭𐬇𐬥𐬀 (rə̄na, "batalha, luta") e sânscrito रण (raṇa, "batalha")). Ele também comparou o grego antigo Tigrapates (Τιγραπάτης, Tigrapátēs, literalmente “mestre das flechas”) e, para a haplologia, o nome avéstico 𐬬𐬍𐬭𐬁𐬰 (vīrāz) de *vīra-rāz-. J̌ahukyan considerou a explicação improvável. É mais provável que decorra do iraniano antigo Tigrana (*Tigrāna-), uma formação patronímica com o sufixo *-āna- do nome *Tigra (*Tigrā-; lit. “delgado”), refletido no elamita Tigra (𒋾𒅅𒊏, Tīgra) e acadiano Tigra (𒋾𒅅𒊏𒀪, Tīgraʾ), da palavra discutida acima para "pontiagudo". O nome foi tardiamente registrado em armênio como Tigrã (Տիգրան, Tigran).

## Historiografia
Tigranes aparece tanto na Ciropédia do soldado e historiador grego Xenofonte (morreu em 354 a.C.) quanto na História da Armênia do historiador armênio do século V, Moisés de Corene (falecido em 490 d.C.). No primeiro, é baseado no hiparca persa Tigranes, enquanto no último foi ainda mais alterado, tornando-se um herói armênio, que era a personificação do rei armênio Tigranes, o Grande (r. 95–55 a.C.) e do herói iraniano Feredum. O nome "Tigranes", que era teofórico por natureza, era incomum durante o Império Aquemênida (550–330 a.C.). Apenas duas figuras históricas são conhecidas por terem o nome durante esse período.

### Xenofonte
De acordo com a Ciropédia, Tigranes era filho de um "rei da Armênia" não nomeado que havia concordado em fornecer tropas e pagar tributo anual ao rei medo Astíages após ser derrotado por ele. Quando a Média foi invadida pelos caldeus durante o reinado do filho e sucessor de Astíages, Ciaxares, o "rei da Armênia" se recusou a ajudá-lo como era obrigado. Como resultado, Ciro, que era filho da filha de Astíages, Mandane, rapidamente liderou uma expedição à Armênia. O "rei da Armênia" enviou sua família, incluindo seu filho mais novo Sabaris, e seu tesouro às montanhas. Eles foram, no entanto, capturados pelo comandante persa Crisantas. Os armênios entraram em pânico com a aproximação de Ciro, que capturou seu "rei". Tigranes, o filho mais velho do "rei" e "que tinha sido companheiro de Ciro uma vez numa caçada" retornou de uma viagem ao exterior e convenceu Ciro a perdoar o "rei" e reinstalá-lo.
Tigranes serviu Ciro fielmente, auxiliando-o em seu ataque à Assíria, onde os despojos foram divididos entre as partes. Também participou da campanha de Ciro na Babilônia. Este relato de Tigranes por Xenofonte, que não foi mencionado por Heródoto (morreu em 425 a.C.), foi considerado "pura fabricação" pela iranóloga Alireza Shapur Shahbazi. Xenofonte era conhecido por criar heróis antigos baseando-os em figuras contemporâneas. Tigranes foi provavelmente baseado no hiparca persa Tigranes, que era genro de Estrutas e viveu no mesmo período que Xenofonte. De acordo com Shahbazi, o título de "rei da Armênia" não deve ser levado a sério, pois Xenofonte também se refere ao líder dos hircanos e sátrapa da Báctria como "reis".

### Moisés de Corene

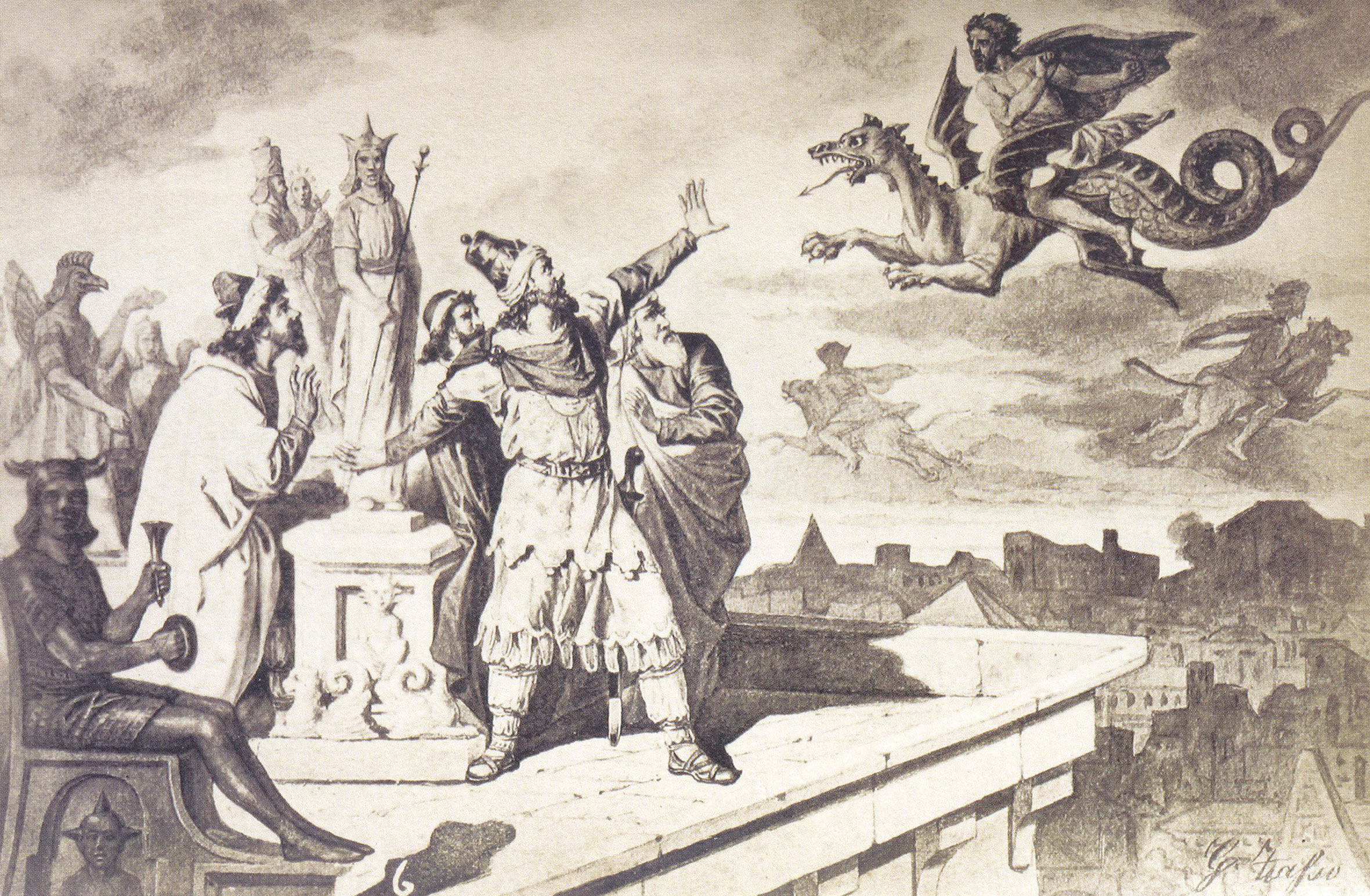
Ilustração do século XIX do sonho de Astíages

A História da Armênia foi composta para servir como uma história "nacional" da Armênia da era dos gigantes ao governo arsácida. De acordo com o livro, Tigranes era filho de Orontes I, o Vida Curta. O rei medo Astíages tinha medo do poder de Tigranes e sua aliança com Ciro. Isso foi reforçado ainda mais por seu sonho de uma mulher no topo de uma montanha que representava a Armênia. Lá ela deu à luz três gigantes, um dos quais cavalgou "um dragão monstruoso" e atacou a Média, prenunciando assim o ataque de Tigranes ao país. Para evitar isso, Astíages se casou com Tigranui, a irmã proeminente de Tigranes. Ele planejou usá-la para fazer amizade com Tigranes, convidá-lo à Média e então matá-lo. Informado da conspiração por sua irmã, Tigranes marchou contra a Média à frente de uma grande força reunida da Capadócia, Ibéria, Albânia e Grande e Pequena Armênia. Lá, libertou Tigranui e matou pessoalmente Astíages em combate.
Tigranes depois mandou sua irmã à cidade de Tigranocerta, que fundou e batizou com seu próprio nome. Também mandou deportar a família de Astíages e 10 mil medos à cidade de Ajedanacã na Armênia. Posteriormente, Tigranes "com a ajuda e encorajamento de Ciro, tomou para si o Império dos Medos e Persas." Foi sobrevivido por seus filhos Papa, Tigranes e Vaagênio. Vaé, que era descendente de Vaagênio, rebelou-se contra Alexandre da Macedônia, que como resultado o matou. Isso levou a um tumulto na Armênia até que Ársaces, o Grande (inspirado em Vologases I) instalou seu irmão Valarsaces (inspirado em Tiridates I) no trono armênio. A erudição há muito tempo concorda que a história é uma mistura de história e várias lendas. Vaé é possivelmente um eco de Mitranes I, que junto com Orontes II liderou o contingente armênio na Batalha de Gaugamela em 331 a.C.. Orontes "o de vida curta" foi uma personificação da dinastia orôntida, os predecessores da dinastia artaxíada, cujo governante mais distinto foi Tigranes, o Grande (r. 95–55 a.C.).